# Rafa Kas
Rafael Rodríguez García, conocido artísticamente como Rafa Kas, (Gijón, Asturias, 30 de marzo de 1966) es un guitarrista, bajista y cantante de rock.

## Biografía

### Primeros años
Hijo de una administrativa de Hacienda y de un comercial, sus padres le criaron en un ambiente católico y conservador, lo que le valió algunos conflictos familiares. A los catorce años, su abuela le regaló su primera guitarra española junto con un manual de acordes, aunque sus acercamientos a la música fueron anteriores.
Comenzó Filología inglesa en la universidad de Oviedo, aunque dejó los estudios para dedicarse plenamente a la música.

### Carrera musical
En 1984 funda el grupo Tratamiento anticaspa, en el que permanecerá hasta 1988. En este mismo año se incorpora como bajista al grupo Ilegales, que abandona en 1990. En 1991 se incorpora a Desperados.
Durante los años 1992 y 1993 es guitarrista en el grupo Los Toreros Muertos y participa en el álbum Deltoya de Extremoduro. En los siguientes años graba varios discos y hace giras con grupos como La Unión y Alphaville y forma el grupo Electric playboys.
A partir de 1999, Rafa Kas trabaja en varios proyectos y pasa también a dedicarse como profesor de guitarra.
Entre sus influencias, Rafa Kas ha destacado a The Beatles, aunque ha mencionado también a grupos como The Kinks, Led Zeppelin, King Crimson o The Who, así como ha destacado como músico a Frank Zappa.

### Política
Se ha declarado antimilitarista, de izquierdas y agnóstico.